# Войнилович, Адам Антонович
Ада́м Анто́нович Войнило́вич (пол. Adam Woyniłłowicz, 1 ноября 1806, Слуцкий уезд, Минская губерния, Российская империя — 22 декабря 1874, деревня Савичи, Слуцкий уезд, Минская губерния, Российская империя) — среднезажиточный земледелец Слуцкого уезда Минской губернии, попечитель сельских запасных лавок Слуцкого уезда (1835-1845).
Отец Эдварда Адамовича Войниловича (1847-1928), заместителя председателя (1888-1907) и председателя (1907-1921) Минского сельскохозяйственного общества (1878-1921), депутата (1906-1909) Государственного Совета Российской империи от Минской губернии.

## Происхождение рода
Герб «Сырокомля» принадлежал католическому мещанскому дворянскому роду Войниловичей, представители которого занимали различные земские должности в Новогрудском воеводстве Великого княжество Литовского и Слуцком уезде Минской губернии Российской империи.
Он родился 1 ноября 1806 года в семье Антона Адамовича Войнилович (1771-1855), слуцкого уездного предводителя (1811-1818), и его жены Теофиль Одинец (1782-1845). Отец Антон Адамович Войнилович был сыном Адама Франтишковича Войниловича (1739—1803), новогрудского подкоморний ( 1783—1797 ) и его жены Каролины Каролевны Сулистровской, поженившихся в 1770 году.
Сначала он был крещен 21 ноября 1806 года в родовом имении Савичи в униатской церкви в Савичах, а затем 23 ноября в католической церкви в Тимковичах (Слуцкий уезд). Отец назвал его «Адамом» в честь князя Адама-Ежи Чарторыйского . Полное же имя получил «Адам-Доминик» .

## Образование
В молодости будучи католиком, учился в Слуцке в кальвинистской школе, а затем в лучшие времена этого учебного заведения учился в Виленском университете, живя в доме своего дяди Яна Войниловича (1767-1844), член комиссии Радзивиллов, в Вильнюсе.

## Служебная деятельность
После окончания университета Адам Войнилович был направлен на штатскую службу — в канцелярию Виленского университета (с 1 октября 1827 г.), где 22 мая 1829 г. получил чин губернского секретаря  . С 1829 г. стал жить в имении и заниматься сельским хозяйством.
Университетские знания помогали ему заниматься хозяйством и быть посредником во многих земельных спорах, за что получил большой авторитет в местном обществе. Но служебную карьеру сделал не очень заметную: был назначен на должность участкового инспектора временного полицейского управления Слуцкого уезда (с 20 августа 1832 по 9 июня 1842 г.), параллельно (по итогам дворянских выборов в Минске) был выбран 27 сентября 1832 года. дворянами Слуцкого уезда на должность предельного (граничного) судьи Слуцкого уезда (1832-1835). На очередных дворянских выборах в Минске 12 сентября 1835 года. был выбран на должность попечителя сельских запасных магазинов Слуцкого уезда (1835-1845): на эту должность он переизбирался дворянами Слуцкого уезда на выборах в 1838 и 1841 гг . В последний раз Адам Войнилович был переизбран на пост попечителя сельских запасных магазинов Слуцкого уезда (и вторым кандидатом на пост слуцкого уездного маршалка) на дворянских выборах в Минске 30 октября 1844 г. и прослужил до 25 апреля 1845 г., когда подал в отставку, не проработав в должности до 1847 г. .
Единственной заметной должностью для Адама Войниловича в пределах Белоруссии было то, что в 1857 году он был соглашателем при продаже огромных борисовских имений ( Старый Борисов и др.) князя Льва Людвиковича Радзивилла (1808-1885) (по состоянию договор Саксонии ) в Россию великому князю Николаю Николаевичу (1831-1891)  . Именно из-за своего большого опыта в урегулировании земельных дел, эрудиции, добросовестности, благородство души Адам Войнилович был выбран на эту роль арбитра. Работа Адама Войниловича в Финансовой комиссии, которая готовила борисовские имения для продажи, была успешной: почти все постройки в имении были возведены по его планам и под его руководством, луга осушенный, долги имения в значительной степени уплачен  . Эти качества души и дело родители в полной мере проявятся и в деятельности его сына Эдварда Войниловича (1847-1928).

## Семья

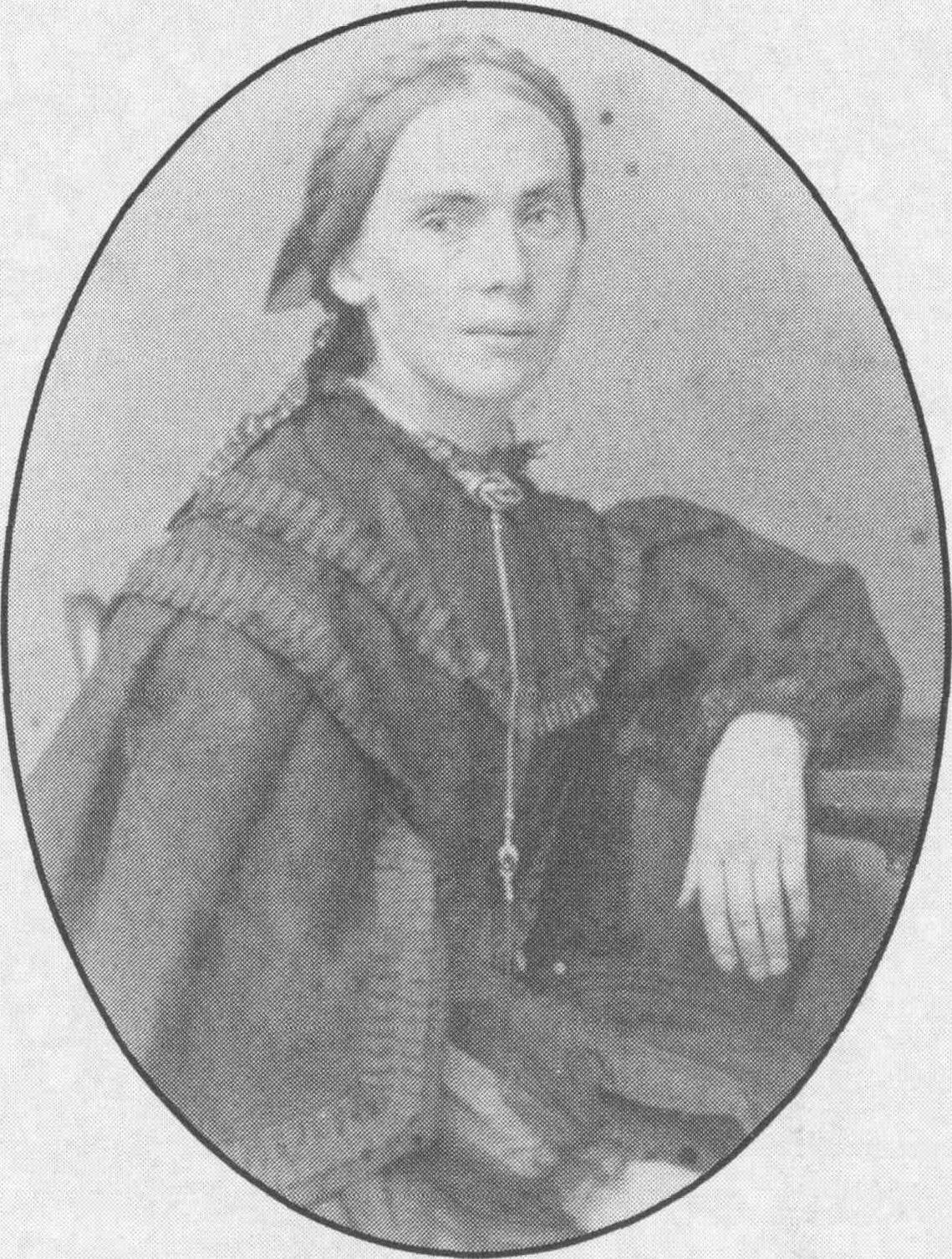
Анна Эдуардовна Войнилович (из рода Ваньковичей) — жена Адама Антоновича Войниловича

Адам женился, имея более 40 лет, так как до сих пор его очень занимала общественная деятельность по обустройству земельных споров между дворянами. Женой стала Анна (Анеля) Эдвардовна Ванькович (1826-1893) — дочь Эдуарда Станиславовича Ваньковича (1793-1872), минского уездного предводителя (1817-1820), владельца имения Великая Слепянка, Комаровка под Минском (ныне одноименные районы известны в пределах Минска ), Заречья-над-Свислочей Минского уезда, и его жена Михалина Станиславовна Манюшка, тётя известного композитора Станислава Манюшки . Ее семья Ванькович принадлежала к областной элите Минского воеводства Великого княжество Литовского, а позже и Минской губернии Российской империи, где имела имения (в Минском и Игуменском уездах). В частности, дед Анны Эдуардовны Ванькович, пан Станислав Александрович Ванькович (?—1812) был борисовским уездным предводителем (1797—1802), а затем Минским губернаторским предводителем (1802—1806) и владел имениями в Минской, Игуменской и Борисовского уездов Минской губернии.

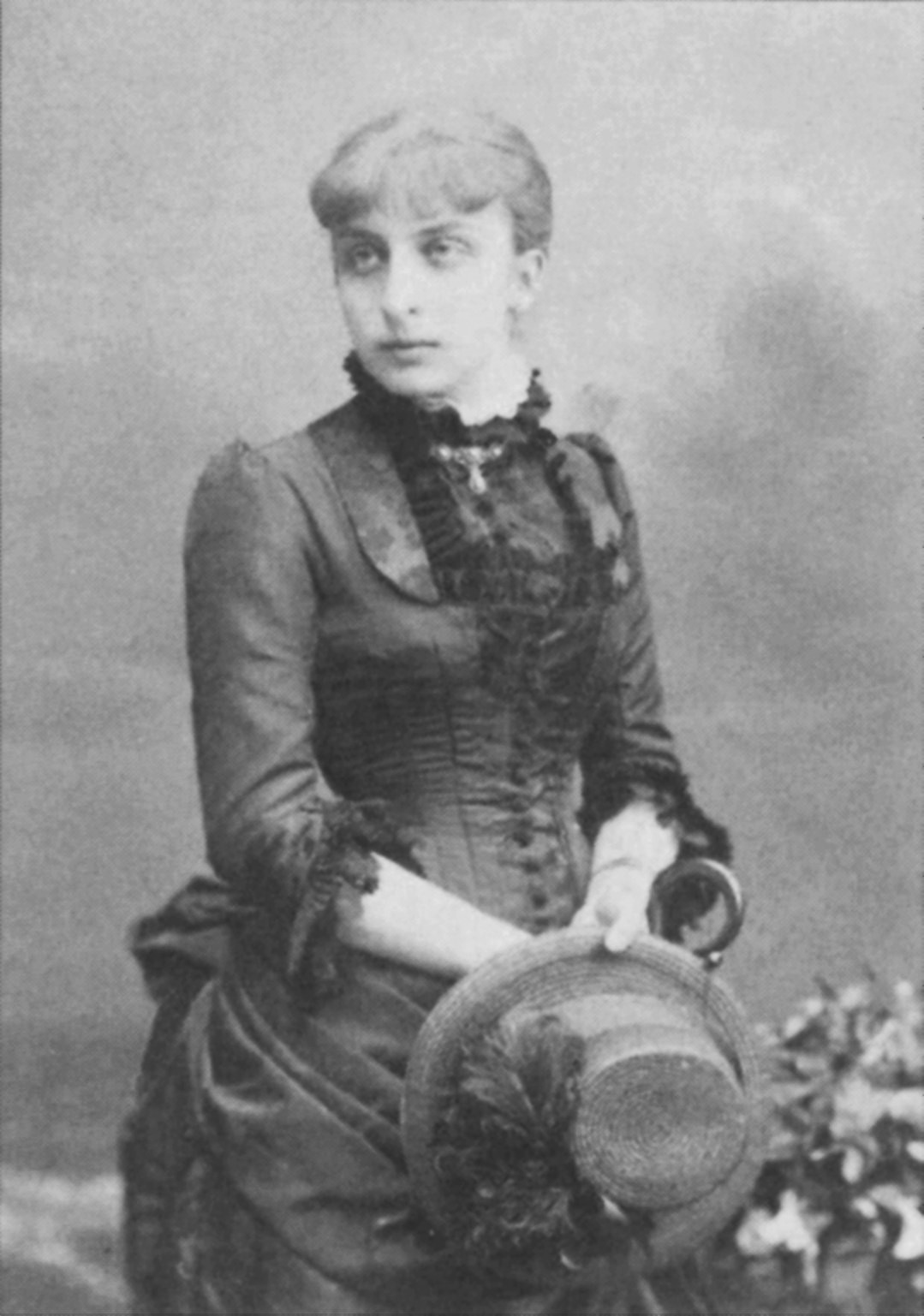
Ядвига Адамовна Войнилович (Костровицкая) (1864-1935) - дочь Адама Антоновича Войниловича.

В семьи Войниловичей с пятью детьми (четыре дочери и сын Эдвард), имевшая небольшое поместье, материальные возможности были весьма ограничены, ведь мать Анна с большим наследия своих родителей Ваньковичей получила себе только 10 000 рублей серебром .
Сын Адама Эдвард Войнилович (1847-1928) стал крупным хозяйственным и политическим деятелям Российской империи и Белоруссии — был вице-председателем (1888-1907) и председателем (1907-1921) Минского сельскохозяйственного общества (1878-1921)., депутат (1906-1909) Государственного совета Российской империи от Минской губернии, лидер либерально-консервативного направления «регионализма» и председатель Краевой партии Литвы и Белоруссии (1907-1908), депутат активный сторонник белорусской государственности.
Одна дочь, Михалина Адамовна Вайнилович (1848-1941), вышла замуж за престарелого Оттона Игнатовича Горвата (1809-1894), бывшего Минского губернского предводителя (1847-1853), для которого этот брак был вторым. Первой женой Оттона Хорвата была Людвика Львовна Оштарп (8 июня 1807—?) — дочь Минского губернского предводителя (1823—1847) Льва Францевича Оштарпа (1785—1851) от его жены Елены Кунцевич. Михалина с Войниловичей Горвата построила приходской костёл в Тимковичах (Слуцкий уезд), в чем ей помогал настоятель Тадеуш Аскерко.
Вторая дочь Габриэла Адамовна Войнилович (1850—1879) вышла замуж за Ежи Петровича Могильницкого (1827—1915), владельца усадьбы Фили в Слуцком уезде, участника восстания 1863—1864 годов и организатора восстания в Слуцком уезде, который был арестован и выслан русскими властями в Сибирь . Имение Фили было конфисковано российскими властями. Брак Ежи Могильницкого и Габриэлы состоялся где-то после 1869 года. в Люблинском воеводстве, когда Могильницкий вернулся из ссылки в Сибири и купил имение Бзовец в Красноставском уезде Люблинского воеводства, где поселилась молодежь .
Третья дочь Мария Адамовна Вайнилович (1849-1927) вышла замуж за Ксаверия Бельского (1842-1919), собственника имения Отечин в Кобринском уезде.
Четвертая дочь Ядвиги Адамовна Войниловича (1864—1935) вышла замуж за Вацлава Хенриковича Костровицкого, владельца имения Грицковщина (близ Койданова ) Минского уезда Минской губернии . Ядвига была подругой известной польскоязычной писательницы Марии Родевич (1863-1944) из Ялавка, а также «правой рукой» ее брата Эдварда Войниловича. После Рижского договора 1921 г. переехала с семьей Войниловичей в Быдгощ, где умерла и была похоронена рядом с братом Эдвардом на городском Старофарном кладбище.

## Восстание 1863-1864 годов и угроза секвестра имений

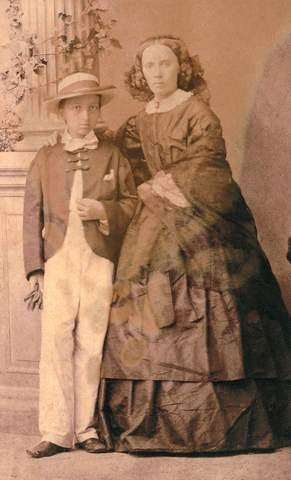
Эдвард Войнилович с мамой Анной

Брат Адама Тадеуш Войнилович (1804—1878), будучи патриотом, авторитетным и многолетним слуцким уездным предводителем (1845—1863), принимал участие в событиях, связанных с подписанием т. н. «Минского протокола», когда во время дворянских выборов в Минске в 1862 г. дворяне Минской губернии внесли в протокол дворянского собрания текст обращения к русскому царю о желании соединить Минскую губернию в административных отношениях с польскими губерниями Российской империи, мечтая о возрождении прежней Речь Посполитая. Тадеуш Войнилович подписал протокол, подал в отставку с поста предводителя и даже со спокойной душой в своем имении готовился быть высланным русскими властями за такой шаг, но добился успеха .
Эмоциональный патриотический порыв охватил многие слои общества литовско-белорусских губерний, особенно бурно реагировали молодые люди и женщины на любые отзывы о событиях в Варшаве и их крае. Слуцкая гимназия, среди которой было более 300 учащихся, часто оставляла свои прямые обязанности по учебе ради участия в патриотических демонстрациях как в храме, так и за его пределами, носила «патриотические украшения» (шпильки с «Орлом» или «Погоня», булавки с портретами Тадеуша Костюшко, Анджея Замойского, Леопольда Кроненберга). Люди среднего возраста выходили на демонстрации в контушах и конфедератках с национальными гербами, пели патриотические и религиозные гимны в храмах и на улице, восхищались местными агитаторами (которые своей деятельностью делали себе популярность в народе), передавали друг другу нелегальную литературу, прихватили оружие, а иногда и самих повстанцев. Те трезвомыслящие люди, которые смотрели глубже и видели, что восстание не было подготовлено и не имело никаких шансов на успех, а последствия его были бы неблагоприятны для края, были пристыжены возбужденной толпой .
Сын Адама Войниловича Эдвард, который в 1861—1865 годах учился в Слуцкой кальвинистской гимназии, был патриотом, но записал в своих воспоминаниях, что мало тогда реагировал на призывы местных агитаторов и повстанческих эмиссаров и не разделял сформированую тогда агитаторами в людском окружении общественное мнение Слуцка, которая впоследствии изменила своим же героям: «Единственное, что я считал плохим тогда и не могу простить теперь, это то, что широкие круги общества были так неопытны или загипнотизированы. <...> Могу привести примеры: были разбиты окна графа Эмерика Чапского, основателя музея Чапского в Кракове, а позднее директора Департамента лесного хозяйства. Мой шурин, Ежи Могильницкий , сосланный на каторгу, не имел мира с творцами общественного мнения, которые потом пили чай с бубликами, когда у него конфисковали имение. Я все это помнил, и эта несправедливость, вероятно, повлияла на то, что он был слишком равнодушен к общественному мнению и так и не добился популярности. Так было создано общественное мнение, которому люди стали поддаваться, вопреки своим глубочайшим убеждениям, и жертвовали своей жизнью и имуществом, сознавая даже всю бесплодность своего самопожертвования. <…> Для иллюстрации настроения приведу личный пример: имел счастье иметь матку, любовь которой ко мне была безграничной, и помню, как меня, 15-летнего юношу, она подговаривала, чтобы, когда придет минута, стал в ряды тогдашних мнимых защитников отечества. Минута та пришла — на мое счастье, не был дома, когда пришла в Савич слуцкая партия  под руководством славного полковника Владислава Машевского, несколько лиц забрали мое ружье, забрали 6 запряженных лошадей и писаря поместья, которого мать благословила и отправила. Маневрировали недолго, были разбиты на границе Игуменского уезда» .
Писарь поместья был арестован и дал показания, поэтому Адаму Войниловичу угрожал секвестр имений. В поместье Савичи приехал пьяный царский урядники Виноградов с казаками и стражей с крестьян, которые окружили двор и начали опись имущества, удивляясь, что не находят денег в имении. Еще ранее, в частном банкете с братом Адама Тадеушом Войниловичем (1804-1878), Слуцким уездным предводителем (1845-1863), Виноградов (по указанию военного начальника Слуцкого уезда казачьего полковника Астахова) просил денежной взятки когда маршал разыскал имущество брата Адама, секвестр не был наложен. В течение нескольких дней усадьба находилась в окружении и контролировалась казаками, но Тадеушу Войниловичу удалось добиться снятия секвестра с Савичев до приговора суда, чего в дальнейшем не произошло .

## Поместья

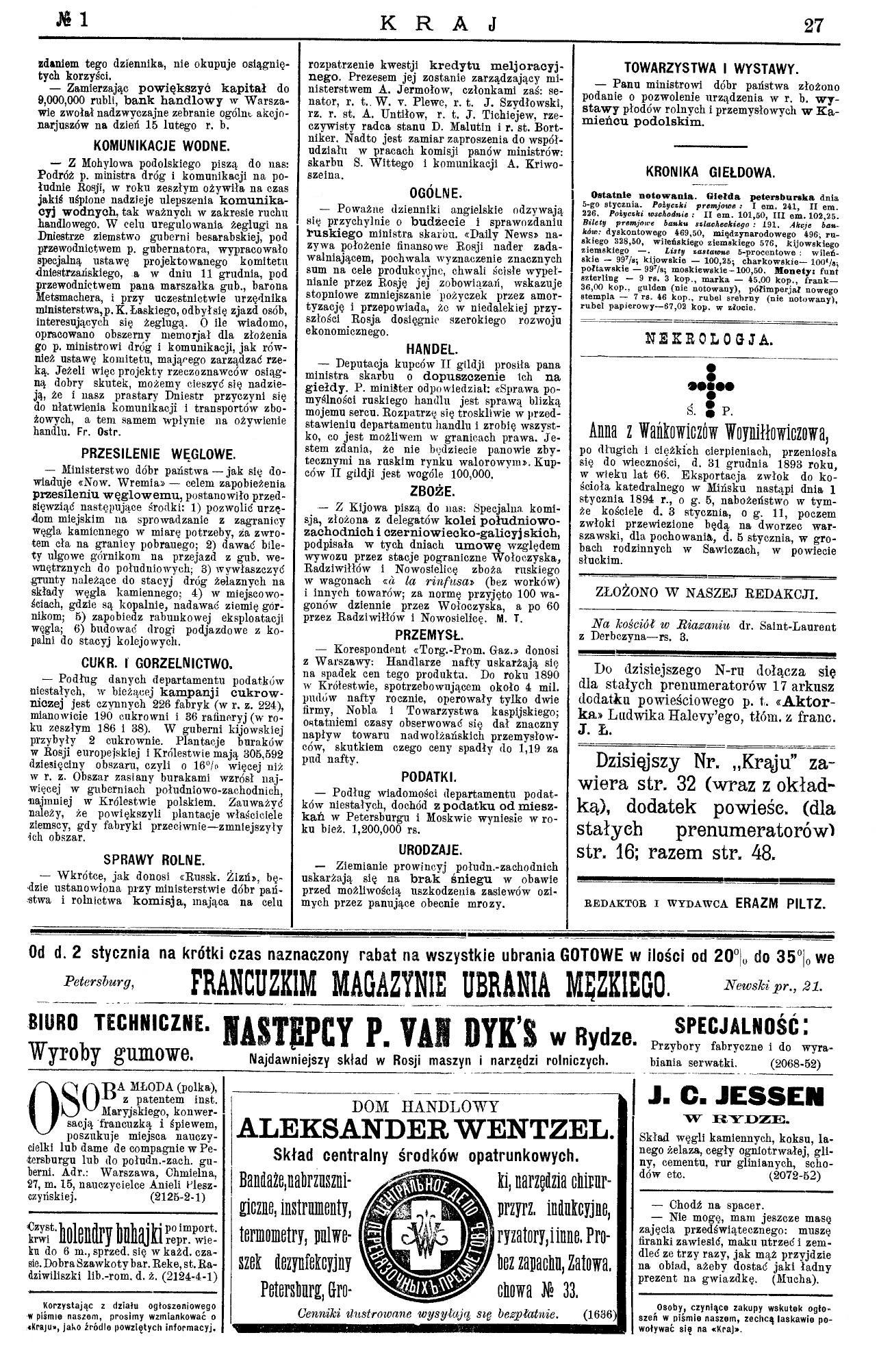
Некролог Анне Эдуардовне Вайнилович (1826-1893), опубликованный ее сыном Эдвардом Войниловичем в журнале "Kraj" (Санкт-Петербург, Российская империя) в № 1 за 1894 год.

В 1846 году отец Антон Адамович Войнилович (1771—1855), будучи стариком и больным ногами, передал управление хозяйством сыну, разделив имения между двумя его сыновьями ( Тадеуш — Кларимонт, Каролин; Адам — Савичи, Пузов и Братков). Отойдя от управления имениями, старый Антон Войнилович оставался главным лицом в доме, всем управлял и все подчинялось его приказам .
Имения Братков, Пузов (вместе 373 десятин земли ) и Савичи (333 расщепления) в Слуцком уезде имели в 1856 г. 103 ревизских души.
Люциан Янович Войнилович (1817-1884) от жены Елены Яновны Вейсенгоф (1815-1880), дочери знаменитого генерала Яна Вейсенгофа (1774-1848), который одно время был даже адъютантом Якуба Ясинского (1759-1794), не было детей. Уважая родовые связи и питая большую привязанность к «родовому гнезду» (имение Пузов в Слуцком уезде), Лучиан Войнилович решил, что после его смерти его родовое имение Пузов (Пузово) и приобретенное имение Пассажей в Слуцком уезде должны перейти к Войниловичей по мужской линии, в частности к сыну своего двоюродного брата — Эдварду Адамовичу Войниловичу. В 1865 году Люциан подписал соответствующий договор с Адамом Антоновичем Войниловичем (1806-1874). С этого времени Луциан Вайнилович и его жена уделяли большое внимание юному Эдуарду, который стал чаще бывать у них в Варшаве, завел с ним переписку и с 1870-х гг. стали искать невесту для Эдварда . Согласно завещанию Владимира Вейсенгофа после смерти Сад Войниловича поместье Самакленск вместе с определённой суммой на ведение хозяйства должен был перейти во владение Юзефа Вейсенгофа. Исполнителем завещания Сад Войниловича (1817-1884) был Эдвард Адамович Войнилович, который согласно последней воле передал имение в Люблинской губернии Иосифу Вейсенгофу.

## Смерть

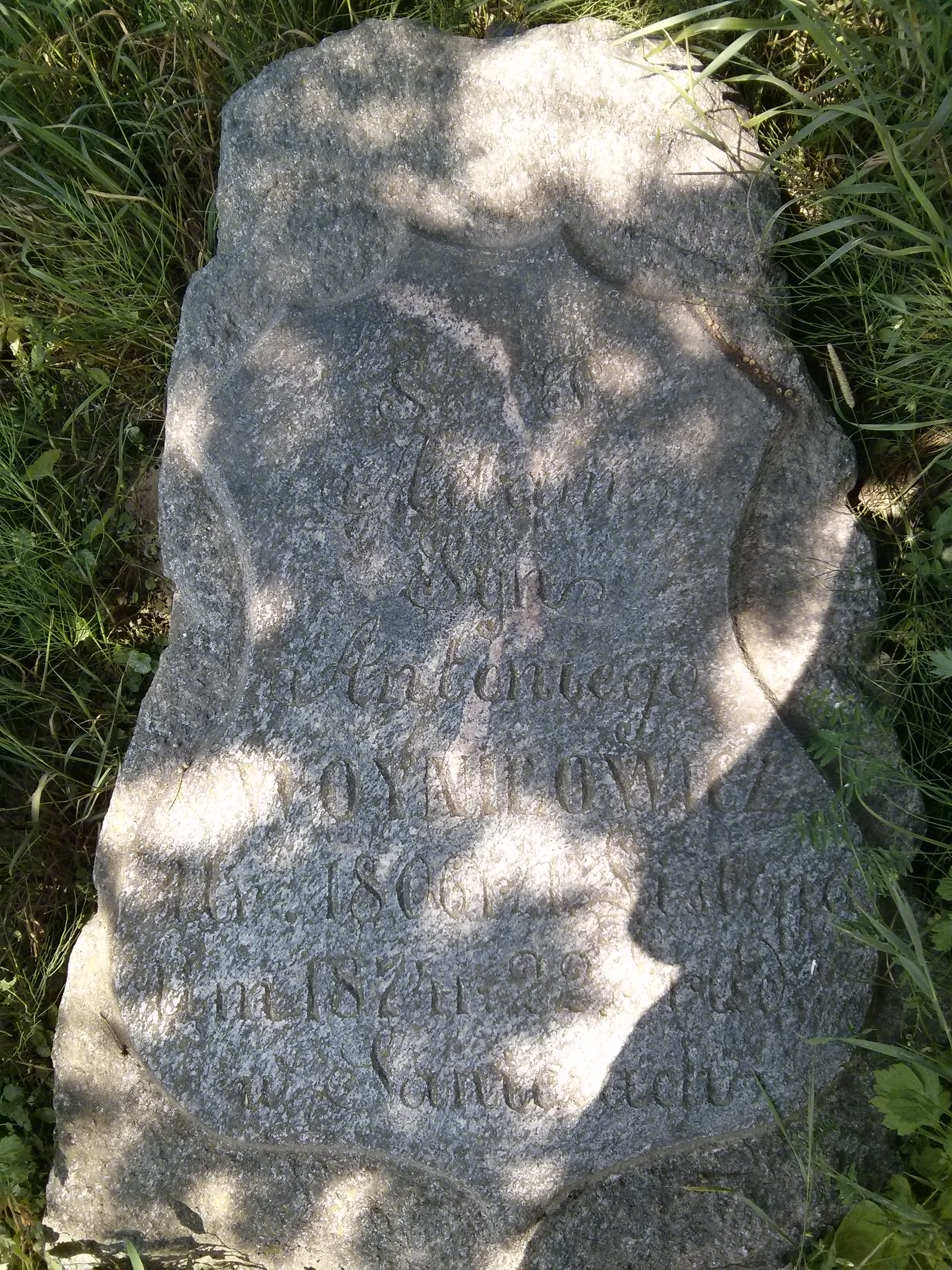
Надгробие Адама Войниловича на кургане рода Войниловичей в селе Савичи, работы Эдварда Войниловича. Надпись на памятнике на польском языке: «S. P. Adam Syn Antoniego WOYNILOWICZ ur. 1806 r. 1 Listopa um. 1874 r. 22 Grud w Sawiczach". Фото 2014 года.

В последние годы жизни Адам Вайнилович тяжело болел атеросклерозом сосудов ног, чем в свое время страдали и его отец, и дед. Болезнь не отступила, хотя лечился и в Варшаве. 22 декабря 1874 года, когда его сына Эдуарда некоторое время не было дома, Адам Вайнилович скончался во дворце в Савичах  . Его сын Эдвард позже умрёт от атеросклероза сосудов ног.
Жена Адама, Анна Эдуардовна Войнилович (1826—1893), скончалась 31 декабря 1893 года в Савичах  . 1 января 1894 года её тело было перевезено в Минск, для совершения службы 3 января 1894 года в кафедральный собор Пресвятой Девы Марии. После этого тело Анны Вайнилович перевезли в Савичи (Слуцкий уезд) и 5 января 1894 года там же и похоронили. В 1894 г. в журнале «Kraj» (Санкт-Петербург, Российская империя) ее сын Эдвард Войнилович опубликовал некролог своей матери в № 1 (1894 г. ).